# For Keeps
La cigüeña no espera es una película estadounidense de 1988, del género comedia dramática y una de las primeras que trató el embarazo adolescente.
Los protagonistas son Molly Ringwald y Randall Batinkoff como Darcy y Stan, dos adolescentes enamorados y con grandes futuros. Las complicaciones empiezan cuando Darcy queda embarazada justo antes de la graduación y deciden formar una familia.
Fue la última película de adolescentes que protagonizó Ringwald y es citada entre sus mejores papeles, particularmente su actuación sobre la depresión posparto.

## Trama
Todo sucede en la ciudad de Kenosha, Wisconsin. Darcy y Stan son compañeros de preparatoria, están cursando el último año y ya han sido aceptados en buenas universidades: ella es directora del periódico de su instituto y está solicitando becas para estudiar periodismo en la Universidad de Wisconsin, mientras Stan ha solicitado una beca completa en Caltech para estudiar arquitectura.
Antes de que Darcy se vaya a la universidad, su madre Donna planea un viaje a París y para ello la hace hablar francés todos los días. Stan trabaja en la tienda de zapatillas de su padre, quien lo motiva con estudiar en Caltech desde niño.
Con la ayuda de Lila (la mejor amiga Darcy), la pareja pasa acampando un fin de semana y Darcy queda embarazada. Los hermanos de Stan revelan el embarazo en Acción de gracias y ni Donna ni los padres católicos de Stan aceptan el suceso: pretenden un aborto o darlo en adopción. Pero Darcy y Stan deciden continuar, se pelean con sus padres y van a vivir juntos.
La pareja alquila un apartamento que se cae a pedazos y se unen en matrimonio, al que solo asisten sus amigos. Darcy es convencida por su consejera escolar a estudiar de noche y Stan prueba diversos trabajos que no le gustan. Pronto empiezan a tener problemas económicos, nace una niña y Darcy desarrolla depresión posparto. La joven pareja deberá luchar contra la adversidad y resolver sus vidas.

## Reparto
- Molly Ringwald es Darcy Bobrucz
- Randall Batinkoff es Stan Bobrucz
- Kenneth Marte es el Sr. Bobrucz, padre de Stan y dueño de una tienda de zapatillas donde éste trabaja.
- Miriam Flynn es Donna Elliot, la madre soltera de Darcy.
- Conchata Ferrell es la Sra. Bobrucz, madre de Stan.
- Sharon Brown es Lila
- John Zarchen es Chris
- Pauly Shore es Ryan
- Michelle Downey es Michaela
- Patricia Barry es la Oficial de Adopción.
- Janet MacLachlan es la señorita Giles
- Jaclyn-Rose Lester es Mary Bobrucz, hermana menor de Stan.
- Matthew Licht es Leo Bobrucz, hermano menor de Stan.
- Renée Estévez es Marnie
- Darcy DeMoss es Elaine

## Producción
La película está ambientada en Kenosha, Wisconsin y fue filmada parcialmente allí. La ubicación primaria tuvo lugar en Winnipeg, Manitoba (Canadá).
El filme tuvo diversos títulos mientras estaba en producción: "Maybe, Baby" (Quizás, Bebé) como se la conoce en algunas partes del mundo y "For Keeps?" (¿Tenerlo?), para luego eliminarse el signo de interrogación.
John Zarchen sufrió una lesión en la cabeza que puso en peligro su vida mientras conducía en Hollywood. Sobrevivió a un breve período de coma y regresó a la película, pero el director John Avildsen se disgusto con él debido a su indiferencia médica con la recuperación y le redujo considerablemente su papel. Esta película también fue el debut cinematográfico de Pauly Shore, quien aparece en un pequeño papel como un amigo de Stan.
La partitura musical presenta la canción Be My Baby en una versión de cuna, cantada por su compositora: Ellie Greenwich.

### Casting
Originalmente Adam Silbar fue elegido para el papel de Stan pero, por razones desconocidas, más tarde fue reemplazado por Randall Batinkoff; pocas semanas antes del primer día de grabación. Paul G. Bens Jr. fue finalista para reemplazar Silbar, perdiendo con Batinkoff.

## Recepción
La puntuación total de Rotten Tomatoes le dio a la película una calificación mala del 18%, según 11 reseñas. Pero Roger Ebert le dio una crítica positiva diciendo: "Las películas de Molly Ringwald han sido responsables de una revolución en la forma en que Hollywood considera a los adolescentes. Antes de Ringwald y su mentor John Hughes, solo había adolescentes cachondos, adolescentes muertos, vampiros adolescentes y adicciones de drogas. Ahora, las películas para adolescentes se están abriendo camino a través de algunos de los aspectos de la vida normal, y en 'For Keeps'; Ringwald interpreta a una popular estudiante de último año de secundaria que queda embarazada y se casa."
Janet Maslin de The New York Times dijo: "La mayor parte de For Keeps es completamente predecible, pero eso debería hacer poco para disminuir su interés por el público adolescente. Aquí nuevamente, Ringwald es el modelo mismo de verosimilitud adolescente y es más impresionante al hacer que incluso las situaciones más trilladas parezcan reales. De hecho, es tan buena que es casi un problema. El Sr. Batinkoff, aunque agradable, no es rival real para ella y los ceñudos padres que hacen la vida de sus hijos miserable, por un tiempo no son una amenaza real. Existe la sensación de que Darcy puede triunfar sobre cualquier cosa. Pero tal vez eso es justo lo que el Sr. Avildsen tenía en mente."
Brian Pope dio una crítica positiva diciendo: "Bonita pero accesible, inteligente pero divertida, genial pero dulce, Ringwald representa todo lo que la mayoría de las chicas de secundaria querían ser: la chica de al lado que siempre atraía al chico sin comprometer sus valores. No es de extrañar, todavía se la considera un ícono del cine adolescente de los años 1980. No fue hasta que Ringwald comenzó a sumergirse en papeles un poco más adultos que perdió el equilibrio, 'For Keeps' es un ejemplo. Esta película se atrevió a sugerir que: incluso una popular estudiante de honores es capaz de tomar decisiones equivocadas, que resultan en consecuencias que cambian drásticamente su vida. Más importante aún, Ringwald sugirió a sus fans que las cualidades que encontraban tan entrañables en ella no siempre son sustitutos adecuados de la madurez natural. Quizás eso fue una píldora amarga para que sus fans se lo traguen, pero 'No es un mensaje tan malo y, a más de 15 años después de su lanzamiento, 'For Keeps' no es una película mala."
David Nusair dio una revisión más negativa: "For Keeps toma un tema potencialmente intrigante (dos adolescentes que intentan empezar sus vidas juntos) y acumula cliché tras cliché, hasta que es tan convincente como una materia extracurricular."

### Recaudación
La película debutó en enero de 1988 y fue la #4 más taquillera del año (detrás de Good Morning, Vietnam, Tres Hombres y un bebé y Hechizo de luna). Ganó US$17.514.553 en los Estados Unidos y logró el éxito financiero, tras un presupuesto estimado de US$10 millones.
El 23 de marzo de 2004 la película fue lanzada en DVD.